# مدرسه موسیقی و باله بغداد

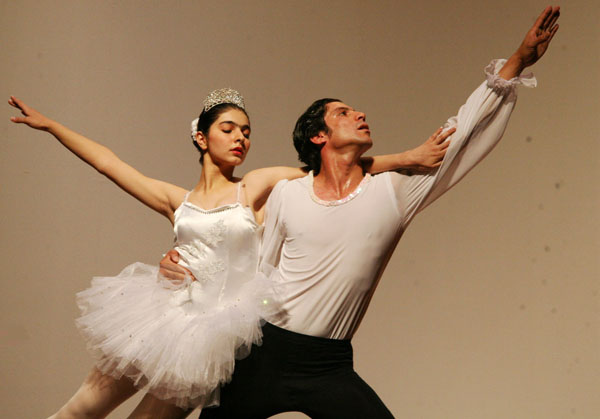
بالرین‌های عراقی مدرسه موسیقی و باله بغداد در حال تمرین - سال ۲۰۰۷ میلادی.

مدرسه موسیقی و باله بغداد، (به انگلیسی: The Music and Ballet School of Baghdad)، (به عربی: مدرسة بغداد للموسیقی والبالیه) در ۱۹۶۹ در بغداد، عراق تأسیس شد.

در آن زمان آموزگاران تالار بولشوی از روسیه برای آموزش به این مدرسه آورده می‌شدند ولی اکنون همهٔ آموزگاران آن عراقی هستند.

این مدرسه بدست منیر بشیر موسیقی‌دان عراقی و نوازنده به‌نام عود تأسیس شده‌است.